# Río Sucuriú
El río Sucuriú es un río brasileño que baña el sudoeste del estado de Goiás y el este del estado de Mato Grosso do Sul.
El río nace en la sierra dos Caiapós y desemboca en el río Paraná, al norte de la ciudad de Três Lagoas sobre el embalse formado por la represa de Jupiá. 
«Sucuriú» es el nombre que recibe una danza ritual de los amerindios ribereños que desean adquirir poderes mágicos. En este rito, imitan a la serpiente sucuri arrastrándose por el suelo. 
- Datos: Q7633210
- Multimedia: Rio Sucuriú / Q7633210